# Христианская церковь

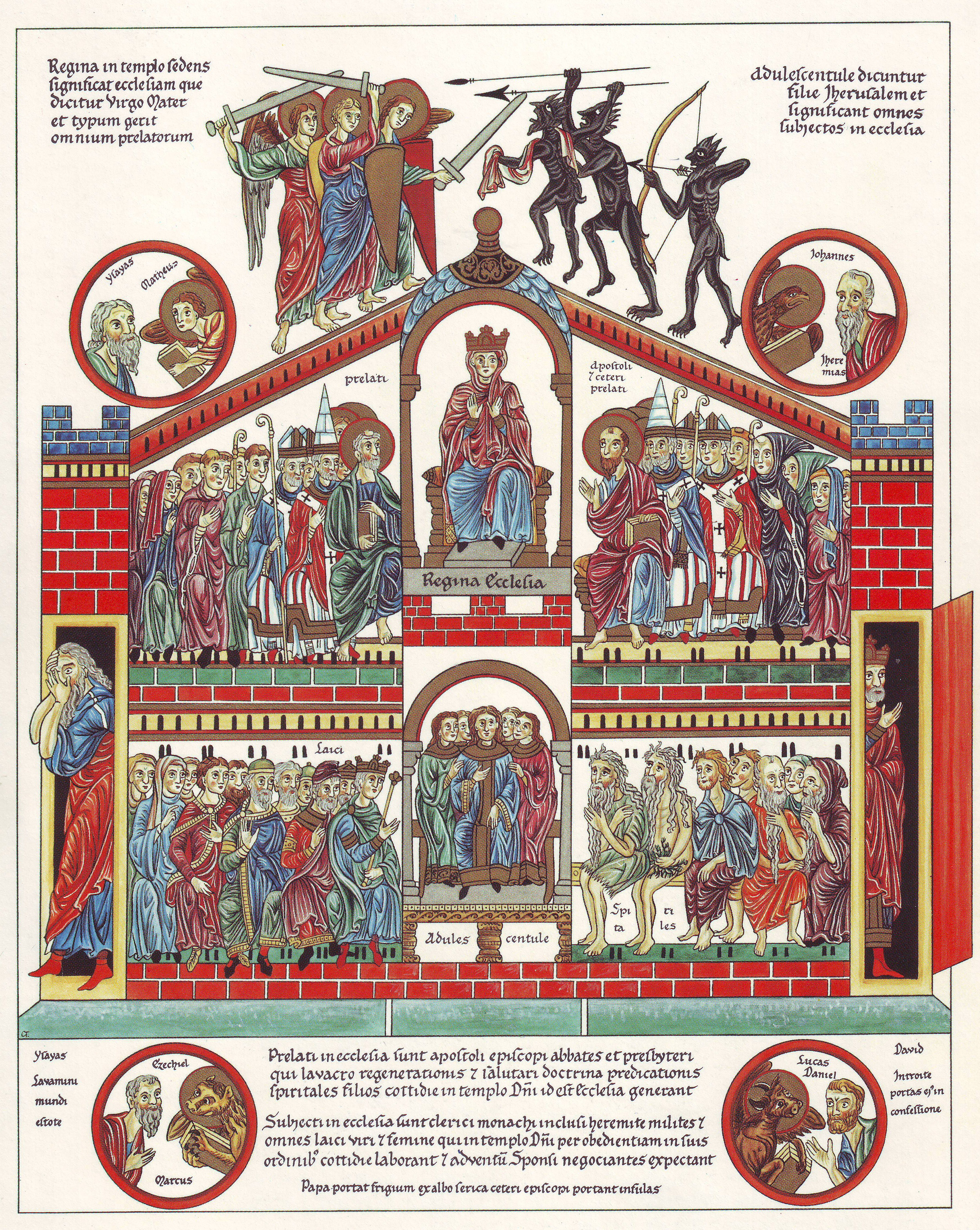
Иллюстрация «Экклесии» из «Hortus deliciarum» Геррады Ландсбергской, XII век

Христиа́нская це́рковь (Христиа́нская Це́рковь, также просто Це́рковь, через Kirche, от греч. κυριακός (δόμος) — «[Дом] Господень»; в Мф. 16:18 — др.-греч. ἐκκλησία, лат. Ecclesia, сир. ܥܕܬܐ или нем. Gemeinde — «Община», «Сообщество») — согласно христианскому учению, религиозное сообщество христиан, объединённых общей верой в Иисуса Христа как Бога и Спасителя.
Согласно сложившейся в господствующем христианстве экклезиологии под «Церковью» обычно понимается единое сообщество христиан прошлого, настоящего и будущего, составляющих единое Тело Христово, создателем, единым и неизменным главой которого является Иисус Христос, Сын и Слово Божие, Один Ликов из Троицы. В то же время в современном религиоведении под «церковью» чаще понимается одно из многочисленных сообществ христиан, объединённых на основе общего вероучения, как отдельная община, нередко официально оформленная, или как совокупность христианских общин из разных стран мира, объединённых общим вероучением.
Существует мнение, что называть раннее христианство «отдельной религиозной традицией» некорректно, поскольку до середины II века движение последователей Иисуса считалось одним из направлений иудаизма. Учения различных групп ранних христиан значительно различались, вплоть до отличия от современного христианства в основных постулатах о Боге и Иисусе. Так, часть ранних христиан видели в Иисусе только пророка.
Поскольку большинство христиан сегодня согласны с учением Никейского символа веры, современные христианские богословы склонны считать, что споры в ранней церкви отражали конфликт единой ортодоксальной позиции (протоортодоксии) с меньшинством — еретиками. Другие учёные, указывая на различия между различным группами ранних христиан — иудеохристианами, паулианами и другими, такими как гностики и маркиониты, считают, что раннее христианство было фрагментарно, с одновременно существовавшими конкурирующими ортодоксиями. Когда к концу III века одна из конкурирующих групп (условно называемая паулианами, группа последователей апостола Павла) стала достаточно сильной, она подавила другие группы и заявила, что её учение всегда было позицией большинства, а её соперники всегда были «еретиками», сознательно отвергнувшими «истинную веру». По мнению этих учёных, данная группа и стала нынешней Христианской церковью, которая возводит свою историю непосредственно к Иисусу Христу и считает своё учение единственно верным.
После того, как император Константин Великий в 313 году придал христианству официальный статус в Римской империи эта церковь стала ecclesia triumphans — с лат.  «торжествующей церковью». В полной мере ecclesia triumphans начала существовать, когда в 380 году Феодосий Великий сделал христианство единственной официальной и государственной религией Римской империи.
Великому церковному расколу 1054 года, разделившему Православную (с центром в Константинополе и Католическую (с центром в Риме) церкви, предшествовали несколько веков догматических и иерархических споров и разногласий. Древневосточные церкви отделились ранее.
В XVI веке Европу началось движение Реформации, которая победила в части европейских стран (в основном северных), ставших протестантскими. Впоследствии в протестантизме появлялись всё новые и новые течения.
По состоянию на 2022 год, общая численность людей, крещёных в той или иной христианской церкви (Православной или Католической, либо в протестантских церквях) составляет примерно 2,4—2,5 миллиарда человек, или более 2,5 млрд.

## Этимология
В русском языке, как в большинстве славянских языков, термин «церковь» восходит к греческому прилагательному Κυριακόν («Господне, принадлежащее Господу»), от которого также происходит название церкви в германских языках. Согласно Фасмеру, прежде, чем попасть в славянские языки слово прошло через языки германские. Однако в греческой христианской традиции, включая новозаветную и святоотеческую, церковь обозначают словом Ἐκκλησία (экклесия — «собрание», перевод на греческий еврейского слова קהל‬ кагал), непосредственно к которому восходит название церкви на латыни, у большинства народов романской языковой группы, валлийцев, армян, грузин, а также у турок и арабов.
От слова Ἐκκλησία также происходит название «экклезиология» — раздел христианского богословия, освещающий вопросы, связанные с церковью.

## Правописание «церковь» с большой или малой буквы
Слово «церковь» пишется с большой буквы в следующих случаях:
1. Когда этому слову придаётся особый высокий смысл или когда оно используется как термин для обозначения ключевого понятия: Отцы Церкви, Заповеди Церкви.
2. Если оно используется вместо полного названия религиозной организации (например, вместо Русская православная церковь): решение Церкви.
3. В значении «Божественное учреждение» — в религиозных текстах: Русская Православная Церковь, Римско-Католическая Церковь. Однако в светских текстах — с малой буквы: Русская православная церковь, Римско-католическая церковь.

Слово «церковь» пишется с малой буквы в значениях «храм» и «религиозная организация», например: ходить в церковь, служить в церкви, отделение церкви от государства, его преследовали церковь и правительство.

## Вселенская церковь (Церковь Христова)
Существование Христовой церкви как некоторого ноуменального принципа не является всеобщей очевидностью; поэтому от христианина требуется вера в неё. Об этом прямо говорит Никео-Цареградский Символ веры: «Верую во Единую, Святую, Вселенскую и Апостольскую церковь», признаваемый в исторических церквях и большинстве протестантских конфессий.
В Новом Завете содержится ряд образов, раскрывающих христианское понимание Церкви и её роли:
- образ виноградника (Мф. 20:1—16; Лк. 13:6—9);
- образ виноградной лозы и её ветвей (Ин. 15:1—8);
- образ пастыря и стада (Ин. 10:1—16);
- образ рыболовного невода (Мф. 13:47, 48);
- образ засеянного поля (Мф. 13:24—32);
- образ строящегося здания (Еф. 2:19—22);
- образ дома (1Тим. 3:15; Евр. 3:6);
- образ брачного союза (Еф. 5:32);
- образ невесты Христовой (Еф. 5:23; 2Кор. 11:2);
- образ града Божия (Евр. 11:10);
- образ матери верующих (Гал. 4:26);
- образ главы и тела (Еф. 1:22, 23).

Все эти образы раскрывают разные стороны одного явления — всемирного объединения верующих, прошедшего сквозь века и связанного центральной идеей, о которой говорится в Библии, имеющего свою историю и перспективу.

## Границы Церкви
Особенностью догматики большинства христианских конфессий является тезис о невозможности спасения верующих вне Церкви (Extra Ecclesiam nulla salus — «вне Церкви нет спасения»), хотя при этом границы Церкви в разных конфессиях определяют по-разному.

### Католицизм
Католическая церковь считает себя истинной Церковью Христовой. В конституции Второго ватиканского собора Lumen Gentium записано:

Это и есть единственная Церковь Христова, которую мы исповедуем в Символе веры как единую, святую, кафолическую и апостольскую, которую Спаситель наш по воскресении Своём поручил пасти Петру (ср. Ин 21, 17) и ему же, как и другим апостолам, вверил её распространение и управление (ср. Мф 28, 18 слл.) и навсегда воздвиг её как «столп и утверждение истины» (1 Тим 3, 15). Эта церковь, установленная и устроенная в мире сём как общество, пребывает в Католической церкви, управляемой преемником Петра и Епископами в общении с ним.

Вместе с тем, Католическая церковь призывает к уважению всего того в наследии прочих христианских церквей, что не противоречит католической вере и считает, что в исторических церквях «обретаются многие начала освящения и истины, которые, будучи дарами, свойственными Церкви Христовой, побуждают к кафолическому единству». Главными из таких элементов, связывающих Церковь с отделёнными от неё общинами, Католическая церковь считает действительными таинства и апостольское преемство.

Нельзя считать, что в наше время Церковь Христова более нигде не пребывает, напротив, следует верить, что она — цель, к которой должны стремиться все церкви и церковные общины. В действительности, элементы этой уже устроенной Церкви существуют, объединены в полноте в Католической церкви и, без этой полноты, в других общинах. Следовательно, хотя мы и верим, что эти церкви и отделённые от нас общины страдают некоторыми недостатками, тем не менее они облечены значением и весом в тайне спасения. Ибо Дух Христов не отказывается пользоваться ими как спасительными средствами, сила которых исходит от той полноты благодати и истины, которая вверена Католической церкви.

Учение о наличии апостольского преемства вне Католической церкви основано на учении о действительности еретического крещения во имя Троицы, совершённого с целью сделать человека частью Церкви (4 канон, раздел «О Крещении», 7 сессия, 19 Вселенского собора — Тридентского собора); а также на документах Ферраро-Флорентийского собора, булле папы Евгения 8—22 ноября 1439, о неизгладимости священства.

### Православие
Согласно православному катехизису митрополита Филарета (Дроздова), «Церковь есть от Бога установленное общество людей, соединённых православной верой, законом Божиим, священноначалием и таинствами».
В православии вопрос о границах вселенской Церкви считают одним из самых актуальных в современной экклезиологии и сложной богословской проблемой. Наиболее распространённая точка зрения заключается в том, что вселенская Церковь совпадает с границами мирового православия, а находящиеся вне её канонических границ могут принадлежать к ней «невидимо» (в этом принципиальное отличие православного и католического экуменизма, говорящего о невидимом членстве видимой церкви (Православной или Католической соответственно), от протестантских экуменических концепций — «теории ветвей» и «невидимой церкви»).
Согласно «Основным принципам отношения к инославию Русской православной церкви»:

1.15. Православная церковь устами святых отцов утверждает, что спасение может быть обретено лишь в Церкви Христовой. Но в то же время общины, отпавшие от единства с православием, никогда не рассматривались как полностью лишённые благодати Божией. Разрыв церковного общения неизбежно приводит к повреждению благодатной жизни, но не всегда к полному её исчезновению в отделившихся общинах. Именно с этим связана практика приёма в Православную церковь приходящих из инославных сообществ не только через Таинство Крещения. Несмотря на разрыв единения, остаётся некое неполное общение, служащее залогом возможности возвращения к единству в Церкви, в кафолическую полноту и единство.
1.16. Церковное положение отделившихся не поддаётся однозначному определению. В разделённом христианском мире есть некоторые признаки, его объединяющие: это Слово Божие, вера во Христа как Бога и Спасителя пришедшего во плоти (1 Ин. 1, 1–2; 4, 2, 9) и искреннее благочестие.
1.17. Существование различных чиноприёмов (через Крещение, через Миропомазание, через Покаяние) показывает, что Православная церковь подходит к инославным конфессиям дифференцированно. Критерием является степень сохранности веры и строя Церкви и норм духовной христианской жизни. Но, устанавливая различные чиноприёмы, Православная церковь не выносит суда о мере сохранности или повреждённости благодатной жизни в инославии, считая это тайной Промысла и суда Божия.

При этом дискуссионным является наличие в инославных исповеданиях, сохранивших формальный канонический строй апостольского преемства, действительного священства, а значит, и благодатности других таинств. Впервые учение о неизгладимости священства формулируется в православии на Украине в XVII веке, в большом катехизисе Лаврентия Зизания Тустановского, затем Петр Могила в своем требнике излагает уже учение о наличии апостольского преемства вне православия. В новейшее время в России эту точку зрения отстаивали патр. Сергий (Страгородский) и прот. Сергий Булгаков. Согласно такому взгляду, совпадающему с современным официальным учением католической церкви, к церкви невидимо сопричастны не только отдельные инославные христиане в силу их веры и благочестия, но и сохраняющие неповреждённое преемство рукоположений церковные структуры благодаря действительности их таинств. Однако изложенная выше официальная позиция РПЦ оставляет этот вопрос открытым, ссылаясь на «тайну Промысла и суда Божия».
Отсутствие в Православной церкви единого органа учительства делает возможным сосуществование в православном богословии полярных точек зрения на границы церкви — от предельно экуменистической до так называемого «строго взгляда», отрицающего всякую причастность к Церкви неправославных. По утверждению официальной «Православной энциклопедии», «исходя из положений, сформулированных в Основных принципах отношения Русской Православной Церкви к инославию, наиболее оправданными и в церковно-историческом, и в богословском отношении следует признать позиции свт. Филарета Московского, Патриарха Сергия (Страгородского) и прот. Г. Флоровского. Выводы так называемого строгого взгляда, несмотря на то что в основании его лежат верные богословские посылки, нуждаются в серьезных уточнениях. Всевозможные интерпретации теории ветвей, как противоречащие важнейшим экклезиологическим принципам православной Церкви, не могут быть приняты».

#### Нехалкидонское православие
Практика Православной и Католической церквей называть себя «кафолическими» и «вселенскими» совершенно чужда духу Древневосточных православных церквей, не допускающей, чтобы отдельная или национальная церковь, как бы она ни была обширна, могла присваивать себе характер универсальности. Она стоит на том, что настоящая универсальность может существовать лишь в собрании всех церквей, тесно сплочённых во имя принципа unitas in necessariis, к которому сводят все основные начала христианства. Если это условие выполнено, каждая отдельная церковь может по-своему толковать второстепенные частности. Эти основы христианского учения Древневосточные православные церкви низводят до самого простого и сжатого толкования. Необходимыми они признают лишь догматические определения первых трёх Вселенских соборов, определения, восходящие к той эпохе, когда отдельные церкви ещё сохраняли между собой единение и общение.
Так, всякая церковь, признающая Троичность, Воплощение и Искупление может входить в состав вселенской Церкви и в качестве таковой дарует своим последователям право на вечное спасение. Все такие церкви сохраняют между собой общение в духе, in spirituablis, при котором достигают наивысшее единение веры и милосердия, необходимые для единства христианства.

### Протестантизм
В евангельском протестантизме церковную идентичность определяют исключительно верностью учению, описанному в Новом Завете. Богослов Виктор Шленкин сказал: «Ни таинства, ни историчность рукоположений, ни что-либо ещё не является гарантией „христианскости“ какой-либо церкви. Лишь верное соблюдение послушания Слову Божьему является тем, что делает группу людей детьми Божьими, созванными (то есть сделанными Церковью […]) под главенством Пастыря Начальника Иисуса Христа». Понятие апостольского преемства отсутствует в протестантской экклезиологии, а в межконфессиональном диалоге толкуют как непрерывную преемственность проповеди, учения, а не рукоположений (за исключением «высокоцерковных» движений у англикан, лютеран и в некоторых других конфессиях, сохраняющих понимание значимости преемства епископских хиротоний аналогично историческим церквям).
Поэтому главными «скрепляющими связями» церкви (ср. Еф. 1:16) в представлении протестантов являются не каноничность таинств, а осознанность веры во Христа и готовность следовать за ним. Таким образом, Церковь представляет собой собрание Христа и всех его учеников, живых и усопших, вне зависимости от наличия между ними канонического или евхаристического общения. Такое представление обуславливает для некоторых евангельских деноминаций принципиальный отказ от детокрещения (младенцы, по их мнению, в силу возраста не в состоянии иметь веру), а также мотивирует отказ от ограничивания Церкви Христовой конфессиональными рамками. Так, согласно вероучению евангельских христиан-баптистов Церковь представляет собой сообщество «искупленных Кровию Христа людей из всякого колена, языка, народа и племени, находящихся на небесах и на земле».
В некоторых протестантских конфессиях Церковь иногда называют «невидимой». Это связано с убеждением, что Бог видит Церковь иначе, чем человек. «Подлинные границы церкви нам неизвестны, только Бог знает, кто из принявших крещение и причисляющих себя к членам церкви (к её различным конгрегациям) возрождён (рожден свыше) и потому принадлежит к церкви как духовной общности» — написано в статье «Церковь» новой учебной женевской Библии. Там же подчёркивают (со ссылкой на слова Иисуса Христа, например Мф. 7:15-27, Мф. 13:24-30, Мф. 25:1-46), что в видимой для человека церковной организации всегда будут присутствовать люди (в том числе церковные иерархи), считающие себя христианами, но в глазах Бога не являющиеся таковыми.

## Церковь и государственная власть

### В Новом Завете

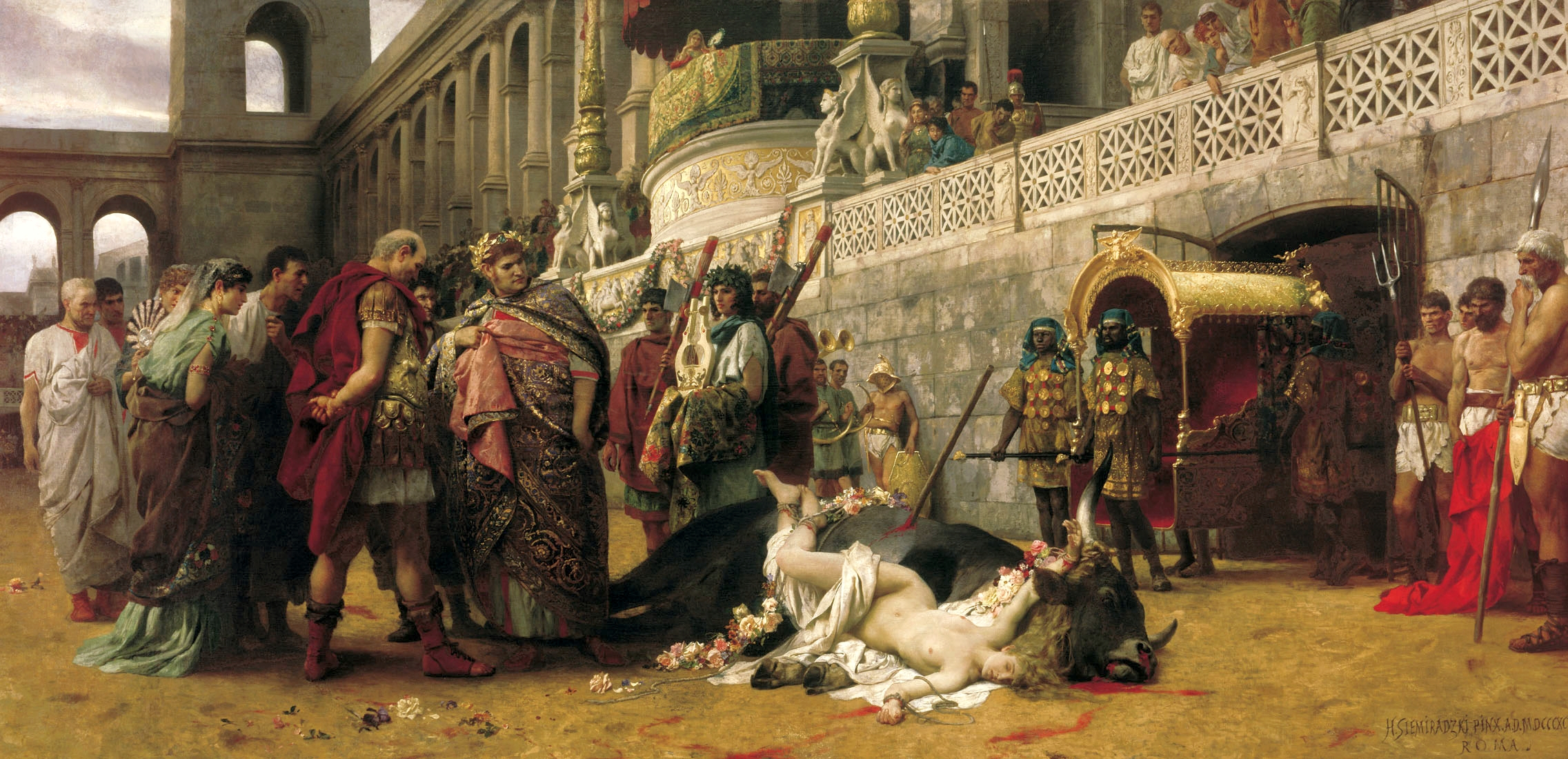
Христианка принимает мученическую смерть при императоре Нероне. Живопись Генриха Семирадского

Новый Завет предписывает верующим относиться к государственной власти как к Божьему установлению и отдавать всякому представителю власти должное: «кому подать, подать; кому оброк, оброк; кому страх, страх; кому честь, честь» (Рим. 13:1-7).
В то же время в богословии остро дискуссионным остаётся вопрос: следует ли расценивать как богом установленную власть любую персону в государственной иерархии или же речь только о государственной власти как институции. Противники персонализации «божьего установления» указывают, что в упомянутом тексте из 13-й главы Послания Римлянам в Новом Завете представители власти называются «божьими слугами», поставленными «на добро». В то же время в истории было немало случаев, когда представители государственной власти организовывали гонения на Церковь либо совершали другие неблаговидные поступки. Ещё одним аргументом против персонализации «Божьего установления» является распространённая в богословии теория, согласно которой в книге Апокалипсис в «числе зверя» зашифровано имя императора Нерона. В этом случае император Нерон (организовавший против христиан жестокие гонения) выглядит прообразом сатаны.
По мнению ряда протестантских богословов, Новый Завет также утверждает принцип отделения Церкви от государства, выраженный в словах Иисуса Христа: «итак, отдавайте кесарево кесарю, а Божие Богу» (Лк. 20:25). «Всегда и везде, где церковь опиралась на меч гражданской власти, она сама себе этим вредила, а если государство вмешивалось во внутренние распорядки церкви, христианство лишалось своей духовной красоты и ниспускалось на уровень светского учреждения. […] Сфера деятельности гражданской власти распространяется исключительно на временные материальные вопросы настоящей жизни своих сограждан, тогда как сфера деятельности Церкви Божией находится как раз на противоположной стороне», — отметил баптистский богослов Яков Винс.

### В истории
В истории достаточно часто церковные иерархи претендовали на светскую власть в государстве и, напротив, руководители государств стремились поставить Церковь под свой контроль. Так, на протяжении средневековья существовало два основных типа отношений между церковью и светскими властями:
- Примат светской власти над духовной (Цезаропапизм), на практике существовавший в Византии (в то время как официально провозглашался принцип симфонии, то есть соглашения церкви и государства как изначально независимых начал), при котором абсолютный глава светской власти — император — формально осуществляя в своём лице участие мирян при выборе константинопольского патриарха из предложенных епископатом кандидатов, фактически единолично контролировал его избрание. Императоры зачастую вмешивались в догматические споры, регулируя догматику и обрядовость эдиктами и законами. Такое положение возникло в Восточной Римской империи со времён первых вселенских соборов (начиная с борьбы с арианством), в ходе которых церковные деятели апеллировали к императорам при решении догматических, обрядовых и церковных вопросов. Окончательно такое положение было закреплено в кодексе и новеллах императора Юстиниана, однако ему же принадлежит высказывание «источником всех богатств церкви является щедрость императора»;
- Примат духовной власти над светской (Папоцезаризм), то есть примат церкви, начавший оформляться на территориях Западной Римской империи после её распада. Впервые эта идея была сформулирована гиппонийским епископом Аврелием Августином в его труде «О граде Божьем» (лат. «De civitate Dei»): основной идеей этого труда, написанного вскоре после захвата готами Рима и под впечатлением от этого события, является замена государственного единства Римской империи духовным единством под главенством церкви, окончательно этот тезис оформился в письме папы Геласия I императору Анастасию I, получившем название по своему началу «Duo Sunt». В этом письме папа уже прямо указал, что существуют две власти: светская и духовная, и власть последней — весомее.

Эти два типа отношений нашли своё юридическое оформление в двух формах государственно-церковных соглашений, называемых по-гречески и по-латыни соответственно «симфония» и «конкордат»: первая была впервые сформулирована в VI веке в VI новелле Юстиниана, первое упоминание о последнем относится к XII веку (Вормсский конкордат).
Взаимоотношение светских и духовных властей в России также претерпевало изменения на протяжении истории. К концу XVI века сложилась система патриаршего управления, которая была упразднена Петром I и заменена Святейшим Синодом, подчинявшимся непосредственно государю. В Уложение о наказаниях была внесена статья об уголовном наказании за отход от православия, отменённая только в 1905 году. Впоследствии, уже в Советском Союзе, церковь была отделена от государства, и её деятельность была строго регламентирована.
В настоящее время в конституциях большинства стран декларируется следование принципу свободы совести и отделения церкви от государства, однако существуют и страны с официальной государственной религией, в том числе и христианские (Греция, Дания, Норвегия), и страны, заключившие конкордат с католической церковью (Польша, Португалия). Однако формальное отделение церкви от государства не означает прекращение обмирщения первой.